# الصورة المثالية: بعد عشر سنوات (فلم)
الصورة المثالية: 10 سنوات لاحقًا (بالإنجليزية: The Perfect Picture: Ten Years Later) هو فيلم غاني صدر عام 2019 من إنتاج وإخراج شيرلي فريمبونج مانسو وكين أتوه. الفيلمُ تكملةٌ للفيلم الأول صورة مثاليّة (بالإنجليزية: Perfect Picture) الذي أنتجته وكتبه أيضًا شيرلي فريمبونج مانسو.

## القصّة
كان الجزء الأول من الفيلم يدور عن ثلاث نساء ثلاثينيات قمنَ بمحاولات جريئة لتغيير حياتهن لكن القدر كان له خطط أخرى، أما في جزئه الثاني فتعود السيّدات وهنَّ في الأربعين، وعلى الرغم من أنهنَّ أكبر سنًا وأكثر حكمةً إلا أنهم يُدركن أنهنّ الآن مثقلن بمزيدٍ من القضايا بما في ذلك علاقاتهن.

## طاقم التمثيل
هذه قائمةٌ بأبرز الممثلين والممثلات الذين شاركوا في تصوير الفيلم:
- ليديا فورسون في دور ديدي
- جاكي أبياه في دور آسي
- نا أشوركور منساه-دوكو في دور أكاسي
- كريس أتوه في دور لاري
- جوسلين دوماس في دور فلورا
- جون دوميلو في دور تايلور
- كواكو سينتيم-ميسا في دور دكتور بيني
- ريتشارد موفي داميجو في دور سام
- بيفرلي نايا في دور سامانثا
- أنيتا إرسكين في دور أنجيلا
- جادون أوكيكي في دور يوبانا
- غلوريا سارفو في دور سوزانا
- رافائيل بواكي في دور نايجل